# Tianguispicula
Tianguispicula är en ort i Mexiko.   Den ligger i kommunen Tamazunchale och delstaten San Luis Potosí, i den sydöstra delen av landet, 200 km norr om huvudstaden Mexico City. Tianguispicula ligger 245 meter över havet och antalet invånare är 923.
Terrängen runt Tianguispicula är kuperad åt sydväst, men åt nordost är den platt. Runt Tianguispicula är det ganska tätbefolkat, med 86 invånare per kvadratkilometer. Närmaste större samhälle är Tamazunchale, 11,6 km nordväst om Tianguispicula. I omgivningarna runt Tianguispicula växer huvudsakligen savannskog.